# Coopers Town
Coopers Town es una localidad de Bahamas, en la isla de Ábaco Norte.

## Demografía
Según censo 1990 contaba con 5.700 habitantes. La estimación 2010 refiere a 9.252 habitantes.